# Singalees
Het Singalees of Sinhala (Singalees: සිංහල/siṁhala) is een Indo-Arische taal die gesproken wordt op het Zuid-Aziatische eiland Sri Lanka.
Bijna drie kwart van de Sri Lankaanse bevolking spreekt Singalees en het is, naast het Dravidische Tamil, sinds 1965 een van de twee officiële talen van Sri Lanka.
Het Singalees vormt samen met het Divehi (of Maldivisch), en het sterk verwante en bijna uitgestorven Veddah de Singalees-Maldivische groep van de Indische talen. Deze groep is het meest verwant aan de Zuidelijke groep van de Indische talen, zoals het Marathi.

## Etymologie
Sinhala is eigenlijk een woord uit het Sanskriet. Sīhala is het equivalent in het Midden-Indo-Arisch, terwijl heḷa of eḷu de eigenlijke Singalese term is. De woorden in het Sanskriet en Indo-Arisch hebben als betekenis in het eerste deel het woord "leeuw" (siṃha en sīha). Volgens de legende was Sinhabahu of Sīhabāhu ("Leeuw-armen/wapens") de zoon van een prinses uit het Koninkrijk Vanga en een leeuw. Hij doodde zijn vader en werd koning van Vanga. Zijn zoon Vijaya zou emigreren van het noorden van India naar Lanka om daar uiteindelijk stamvader te worden van het Singaleessprekende volk. Wanneer we linguïstisch en mythologisch bewijs in rekening brengen, kunnen we aannemen dat het eerste deel van het woord "Sinhala" in feite "leeuw" betekent".
Wat betreft het tweede deel, namelijk la, moet het volgens de plaatselijke kennis worden verbonden aan de oorsprong in het Sanskriet, namelijk lā- ("grijpen"). Op die manier kan het geheel worden vertaald als "leeuw-grijper" of "leeuw-doder", of naar loha (Sanskriet)/lē (Sinhala) ("bloed") zodat het eerder "leeuw bloed" wordt. Vanuit een linguïstisch standpunt heeft geen deze theorieën een overtuigende interpretatie zodat we alleen kunnen zeggen dat er op zijn minst een link is met het woord "leeuw".

## Geschiedenis
Rond ongeveer de 5e eeuw v.Chr. bereikten nederzetters van het noordwesten van India het eiland Sri Lanka. Met hen kwam dan ook de Indo-Arische talen mee. (Naar deze eerste groep wordt verwezen met de prins Vijaya en zijn metgezellen in de kroniek Mahavamsa). Gedurende de volgende eeuwen was er een grootse immigratie vanuit het oosten van India en Bangladesh (Kalinga, Magadha) waarbij dit leidde tot een toevoeging van invloeden van oostelijke Prakrits. Het werd sterk beïnvloed door het Sanskriet en het Pali.

### Historische ontwikkelingsfasen
De ontwikkeling van de Singalese taal wordt opgedeeld in vier fasen:
- Singalees Prakrit (tot aan de 3e eeuw)
- Proto-Singalees (3e - 7e eeuw)
- Middeleeuws Singalees (7e - 12e eeuw)
- Hedendaags Singalees (12e eeuw - heden)

### Heden
De taal is verder beïnvloed door enkele koloniserende machten, uit West-Europa, zoals het Nederlands, Engels en Portugees. Ook de achternamen van hun nazaten, plaatselijk Burghers geheten, duiden op de aanwezigheid van kolonisten. Daarnaast zijn er leenwoorden uit het Tamil aanwezig en via deze en andere talen uit de omgeving heeft het Singalees in de grammatica en fonetiek enkele Dravidische kenmerken. Naamvallen zijn volop aanwezig in de nominatief, accusatief, datief, genitief, ablatief en instrumentalis. De taal kent veel Nederlandse, Portugese en Engelse woorden die terug te voeren zijn op het koloniale verleden van Sri Lanka.

## Cijfers
Het Singalees deelt talrijke kenmerken met andere Indo-Europese talen.
| Cijfer | Singalees    | Sanskriet | Oudgrieks | Latijn   | Duits  | Engels | Nederlands | Frans  | Russisch  | Kroatisch |
| 1      | eka (එක)     | éka       | heis      | unus     | eins   | one    | een        | un     | odin      | jedna     |
| 2      | deka (දෙක)    | dvá       | dúo       | duo      | zwei   | two    | twee       | deux   | dva/ dvye | dva       |
| 3      | tuna (තුන)    | trí       | treis     | tres     | drei   | three  | drie       | trois  | tri       | tri       |
| 4      | hatara (හතර) | catúr     | téttares  | quattuor | vier   | four   | vier       | quatre | chityri   | četiri    |
| 5      | paha (පහ)    | páñca     | pénte     | quinque  | fünf   | five   | vijf       | cinq   | pyat'     | pet       |
| 6      | haya (හය)    | shat      | héx       | sex      | sechs  | six    | zes        | six    | shest'    | šest      |
| 7      | hata (හත)    | saptá     | heptá     | septem   | sieben | seven  | zeven      | sept   | syem'     | sedam     |
| 8      | aṭa (අට)     | aṣṭá      | októ      | octo     | acht   | eight  | acht       | huit   | vosim'    | osam      |
| 9      | navaya (නවය) | náva      | ennéa     | novem    | neun   | nine   | negen      | neuf   | dyevit'   | devet     |
| 10     | dahaya (දහය) | dáça      | déka      | decem    | zehn   | ten    | tien       | dix    | dyesit'   | deset     |

## Singalees schrift
Geschreven is het Singalees een abugida en behoort tot de familie van de Brahmische schriften en kent 58 letters voor bepaalde klanken en lettergrepen.